# Phục Thọ
Hiến Đế Phục Hoàng hậu (chữ Hán: 献帝伏皇后; ? - 214), tên đầy đủ là Phục Thọ (伏壽), Hoàng hậu đầu tiên của Hán Hiến Đế Lưu Hiệp - vị Hoàng đế cuối cùng của nhà Hán trong lịch sử Trung Quốc.
Trước tình cảnh quyền thần Tào Tháo khống chế Hiến Đế, thao túng triều cương, Hoàng hậu Phục Thọ âm mưu diệt trừ Tào Tháo nhưng bị phát hiện. Tào Tháo đã ra chiếu phế truất và xử tử bà.

## Cuộc đời

### Thân thế
Hoàng hậu Phục Thọ là người huyện Đông Vũ, quận Lang Tà của Từ Châu (nay là Chư Thành, tỉnh Sơn Đông), hậu duệ 8 đời của Đại Tư đồ thời Tây Hán là Phục Trạm (伏湛). Cha bà là Phục Hoàn (伏完), Phò mã Đồn kỵ hiệu úy, thừa tước Bất Kỳ hầu. Phục Hoàn lấy Dương An Trưởng công chúa Lưu Hoa - con gái Hán Hoàn Đế nên được thăng làm Thị trung. Tuy nhiên mẹ của Phục Thọ không phải Dương An công chúa, mà là một người thiếp tên Doanh (盈), không rõ họ.
Năm Sơ Bình nguyên niên (190), quyền thần Đổng Trác đang khống chế cục diện, phế truất Hán Thiếu Đế, đưa Hán Hiến Đế từ Lạc Dương về Trường An kế ngôi. Năm đó Hiến Đế được 9 tuổi, Phục Thọ nhập cung làm phi tần, phong vị Quý nhân.

### Lập làm Hoàng hậu
Năm Hưng Bình thứ 2 (195), Hán Hiến Đế lên 15 tuổi, lập Phục Thọ làm Hoàng hậu. Cha bà Phục Hoàn, do là quốc trượng được phong làm Chấp kim ngô (执金吾).
Khi này, Hán Hiến Đế đang bị Lý Thôi và Quách Dĩ khống chế. Lý Thôi và Quách Dĩ cùng muốn một mình làm chủ triều đình nên trở mặt đánh nhau. Kinh thành Trường An đổ nát vì binh hỏa, Lý Thôi mang Đế-Hậu từ trong cung đến doanh trại giam lỏng, Quách Dĩ thì bắt giữ một số đại thần. Tướng Trương Tế từ Hoằng Nông kéo về kinh thành giảng hòa hai người và khuyên Lý Thôi và Quách Dĩ để Hiến Đế rời Quan Trung về quận Hoằng Nông. Hán Hiến Đế cũng sai sứ giả thuyết phục Lý Thôi cho mình rời khỏi doanh trại về Hoằng Nông. Sau hơn 10 lần qua lại, Lý Thôi mới đồng ý.
Tháng 7 năm đó, Phục hoàng hậu theo Hán Hiến Đế và công khanh từ doanh Bắc Ổ của Lý Thôi (ngoài thành Trường An) lên đường, định đi từ Hoàng Hà đến Sơn Tây, lục cung phi tần đều đi bộ theo, Phục hậu mang trên tay sổ sách và áo lụa. Khi ấy, Đổng Thừa kêu Phù Tiết lệnh Tôn Huy cầm đao tàn sát người hầu, máu vấy bẩn lên cả áo Hoàng hậu.

### Mưu trừ Tào Tháo
Năm sau (196), Thứ sử Duyện châu là Tào Tháo đón Hiến Đế về Hứa Xương. Từ đó Hiến Đế bị Tào Tháo khống chế. Đổi niên hiệu thành Kiến An, gọi là Kiến An nguyên niên. Phục Hoàn, cha của Hoàng hậu được bái Phụ quốc Tướng quân (輔國將軍), nghi chế ngang với Tam công. Không lâu sau nhậm Trung tán đại phu (中散大夫), lại chuyển thành Truân kỵ Giáo úy (屯骑校尉).
Từ khi đến Hứa Xương, Hiến Đế bị người của Tào Tháo giam cầm nên sinh lòng bất mãn. Một Thị lang tên Triệu Ngạn (赵彦) bày cách giúp Hiến Đế, liền bị Tào Tháo giết. Những người bất hòa với Tào Tháo đa số đều bị sát hại. Một hôm, Tào Tháo vào điện triệu kiến, Hán Hiến Đế giận dữ nói: "Nếu ngài tương trợ ta, ta hi vọng ngài có thể đối đãi ta tử tế. Còn không, chi bằng cứ vứt bỏ ta đi thì hơn!". Tào Tháo nghe thế hoảng hốt, mồ hôi ướt đẫm, từ đó không triệu kiến Hiến Đế nữa. Khi ấy Đổng Thừa mưu phản bị giết, con gái Đổng Thừa là Đổng quý nhân đang mang thai, Hiến Đế xin Tào Tháo đừng giết nhưng Tào Tháo vẫn lôi Quý nhân ra xử tử. Chứng kiến mọi việc, Phục hậu kinh hãi viết thư cho cha, kể tội ác của Tào Tháo, mong ông lập mưu diệt gian thần. Lo ngại thế lực của Tào Tháo, Phục Hoàn không dám ra tay. Sang năm Kiến An thứ 14 (209), Phục Hoàn mất, con trai là Phục Điển (伏典) thừa tự.

## Bị phế và xử tử
Năm Kiến An thứ 19 (214), có người tố cáo Phục hoàng hậu âm mưu giết Tào Tháo. Tào Tháo giận dữ sai Hoa Hâm và Si Lự đem quân vào cung bắt Hoàng hậu rồi ra chỉ dụ:
| “                              | 皇后寿，得由卑贱，登显尊极，自处椒房，二纪于兹。既无任、姒徽音之美，又乏谨身养己之福，而阴怀妒害，苞藏祸心，弗可以承天命，奉祖宗。今使御史大夫郗虑持节策诏，其上皇后玺绶，退避中宫，迁于它馆。鸣呼伤哉！自寿取之，未致于理，为幸多焉。 . Hoàng hậu Thọ, từ thân ti tiện mà vào đến hoàng cung, cứ thế bước lên Hoàng hậu tôn vị. Hiện vị đến bây giờ, đã không có Văn Vương Mẫu, Võ Vương mẫu huy âm chi mỹ, mà lại khuyết thiếu sự cẩn thận tu thân dưỡng di, âm hiểm mà ôm ấp đố hại, rắp tâm hại người, không thể thừa phụng thiên mệnh, tự phụng Tổ tông. Hiện tại phái Ngự Sử đại phu Khước Lự cầm phù tiết sách thư chiếu lệnh, tước đi Hoàng hậu tỉ thụ, thối lui Trung cung, dời đi chỗ khác, thật đáng buồn thương a! Thọ gieo gió gặt bão, chưa chịu thẩm vấn, hạnh thậm hạnh thậm! | ” |
| — Tào Tháo chiếu mắng Phục hậu | |   |

Khi ấy, Hiến Đế mang Phục hậu giấu vào bức tường hai lớp. Khước Lự và Hoa Hâm lục soát nửa ngày cuối cùng tìm ra, Hoa Hâm sai quân phá bức tường, nắm tóc Hoàng hậu kéo ra. Bà níu tay Hiến Đế cầu cứu, Hiến Đế đau lòng nói: "Bản thân ta còn chưa biết sẽ chết ngày nào mà!", quay đầu lại nói với Khước Lự rằng: "Khước Công! Thiên hạ chẳng lẽ có chuyện như vậy sao?". Sau đó Phục hậu bị giam vào bạo thất, u uất rồi băng thệ. Gia quyến Phục hậu và Phục Hoàn, anh bà là Phục Điển gồm hơn 100 người đều bị xử tử. Hai hoàng tử do bà sinh cũng bị sát hại. Mẹ bà là Doanh (có khả năng là chị của Phàn Phổ) bị lưu đày đến Trác quận mấy ngày sau đó.
Sau khi xử tử Phục hậu, Tào Tháo ép Hiến Đế lập con gái mình là Tào Tiết làm Kế hậu.
Mộ bà hiện ở Hứa Xương, khoảng 15 km về phía Nam, mộ cao 10m, trước mộ có hai mộ nhỏ, có vẻ như là mộ hai con trai bà.

## Trong văn hóa đại chúng
| Năm  | Phim truyền hình | Diễn viên | Nhân vật |
| 2018 | Tam quốc cơ mật  | Vạn Thiến | Phục Thọ |